# Vaccinium goodenoughii
Vaccinium goodenoughii är en ljungväxtart som beskrevs av Herman Otto Sleumer. Vaccinium goodenoughii ingår i Blåbärssläktet, och familjen ljungväxter. Inga underarter finns listade i Catalogue of Life.